# Spiegel im Spiegel
Pour les articles homonymes, voir Spiegel.
Spiegel im Spiegel est une œuvre pour piano et violon du compositeur estonien Arvo Pärt, écrite en 1978.

## Historique
Spiegel im Spiegel qui signifie en allemand « Miroir(s) dans le miroir » est dédiée au violoniste Vladimir Spivakov. Il existe également des versions pour violoncelle et alto ainsi que pour clarinette et cor d'harmonie.
Cette pièce, comme de nombreuses autres de Pärt, est fréquemment utilisée comme illustration sonore de documentaires ou de films. Elle est également la base musicale d'une œuvre de danse contemporaine de Mats Ek, Smoke/Solo for Two créée pour Sylvie Guillem en 1995. En 2005, Christopher Wheeldon utilise cette pièce pour son ballet contemporain After the Rain dansé par le New York City Ballet. En 2023, Joe Hisaishi reprend ce titre pour le film Le Garçon et le Héron d'Hayao Miyazaki.

## Structure
Comme son nom l'indique, Spiegel im Spiegel est une pièce bâtie autour de la symétrie avec un retour systématique de l'instrument à corde au la central et également caractérisée par des formules rythmiques répétitives composées de trois noires jouées au piano, qui n'évoluent que très discrètement du point de vue mélodique. L'exécution de la pièce dure environ 8 minutes.

## Utilisations audiovisuelles
Cette pièce a très fréquemment été utilisée au cinéma à partir des années 2000 comme musique de film dont notamment :
- La Chambre des officiers (2001) de François Dupeyron
- Gerry (2002) de Gus Van Sant
- Heaven (2002) de Tom Tykwer
- Dans le noir du temps (2002) de Jean-Luc Godard
- La Mort suspendue (2003) de Kevin Macdonald
- Soldados de Salamina (2003) de David Trueba
- This Must Be the Place (2011) de Paolo Sorrentino
- My Movie Project (2013, Machine Kids)
- Gravity (2013, bande annonce) de Alfonso Cuarón
- The East (2013) de Zal Batmanglij
- Il était temps (2013) de Richard Curtis
- Au premier regard (2014) de Daniel Ribeiro
- La Tête haute (2015) d'Emmanuelle Bercot
- Foxtrot (2018) de Samuel Maoz
- The Good Place (2019, série télévisée) de Michael Schur

## Discographie sélective
- Alina, Arvo Pärt, ECM Records, ECM News Series 1591, 1999.